# PHARE
 (енгл. Poland and Hungary: Assistance for Restructuring their Economies, на српском Пољска и Мађарска: Помоћ за реструктурирање привреда, такође PHARE CBC — Cross Border Cooperation) је био један од три претприструпна инструмента финансирања Европске уније, који је требало да помогне земљама кандидатима у источној и средњој Европи при приступању у ЕУ.
Првобитни програм за Пољску и Мађарску, проширио се на тренутних десет земаља. Он помаже осам од десет земаља чланица из 2004. године: Чешку, Естонију, Мађарску, Летонију, Литванију, Пољску, Словачку и Словенију, као и оне земље које су приступиле 2007. (Бугарска и Румунија), у периоду масивне економске рекострукције и политичких промјена. Термин phare на француском значи светионик.
Све до 2000. земље западног Балкана (Албанија, Босна и Херцеговина и Македонија) су такође примале средства од овог програма. Међутим, 2001. године покренут је програм CARDS (енгл. Community Assistance for Reconstruction, Development and Stability in the Balkans) који је прижао финансијску помоћ овим земљама.
Након позива са 54. засједање Европског савјета земаљама средње и источне Европе да поднесу захтјев за чланство, подршка PHARE програма је преоријентисана ка том циљу, укључујући и изражено проширење подршке за инвестиције у инфраструктуру.